# Hafou Touré
Pour les articles homonymes, voir Touré.
Hafou Touré (née le 21 mai 1992) est une femme d'affaires et entrepreneure ivoirienne,.
En 2018, elle devient la première femme ivoirienne diplômée d’un MBA à Wharton et la plus jeune de l'histoire de la Côte d’Ivoire à faire un double diplôme (MBA /MPA) à Wharton et à la Harvard Kennedy School.

## Début de la vie
Hafou Touré est née à Abidjan en 1992 de Moussa Touré et Maférima Diarrassouba. Elle a quitté la Côte d'Ivoire après sa classe de seconde au lycée Sainte-Marie de Cocody et a émigré aux États-Unis, où elle a obtenu son diplôme d'études secondaires dans le New Jersey.
En 2010, elle rejoint la Stony Brook University à New York, où elle obtient un double Bachelor of Science en mathématiques appliquées et statistiques et un en Business Management avec une spécialisation en finance. Elle a été parmi les meilleurs au cours de son cursus à Stony Brook University et elle obtient plusieurs distinctions honorifiques telles que le Phi Beta Kappa Honor Society, Magna Cum Laude, Dean’s List, le GEICO et Leo Goodwin Scholarship Program. Elle a également été présidente de la National Society of Collegiate Scholars (NSCS). En 2017, elle intègre la Wharton School de l'université de Pennsylvanie,, où elle obtient un MBA.
En 2018, elle intègre la Harvard Kennedy School, où elle obtient un master en administration publique. À Harvard, elle a été sélectionnée pour bénéficier de la formation politique de Harvard à la Maison-Blanche et est également devenue directrice des communications pour la Conférence africaine sur le développement avant d'être professeur adjoint pour une classe sur la transformation des organisations d'intérêt public.

## Carrière
Elle a travaillé dans plusieurs grandes institutions financières, dont la Société financière internationale (SFI), à la Banque mondiale, à la Banque africaine de développement et dans le secteur privé.
En 2012, elle commence sa carrière chez Moody's en tant qu'analyste en évaluation de crédit puis en banque d’investissement à UBS, où elle est chargée d'effectuer des due diligence pour investisseurs pour une levée de capitaux de 300 millions de dollars.
En 2014, elle rejoint Deloitte Advisory, en tant que consultante, où elle a la charge de concevoir et de réaliser des évaluations et des processus opérationnels pour de grandes institutions financières.
Elle travaille travaille avec la Banque mondiale - IFC Asset Management et la Banque africaine de développement, en tant que consultante en investissement et développement des PME, où elle initie la mise en place d’un fonds d’investissement bancaire pour les PME agricoles. 
En 2019, elle fonde HTS Partners,,,, un cabinet de conseil basé à Abidjan, qui se concentre sur l'accès au financement pour les PME.
Depuis 2021, elle travaille pour le gouvernement ivoirien, d’abord en tant que conseillère technique puis en tant que directrice de cabinet adjointe du ministère de la Promotion des PME de l'Artisanat et de la Transformation du secteur informel,.
Au ministère de la Promotion des PME, de l'Artisanat et de la Transformation du secteur informel, elle travaille sur les politiques d'amélioration des conditions des PME ivoiriennes. 
En 2021, elle a été sélectionnée parmi plus de 3000 candidats pour représenter la Côte d'Ivoire sous le haut parrainage d'Emmanuel Macron en tant que leader de la French-African Foundation,. Elle a également été reconnue en tant que membre du Conseil atlantique pour le leadership du Millénaire.
Hafou Touré est citée dans le magazine Jeune Afrique parmi les moins de 40 ans « qui prennent les choses en main en Afrique de l’Ouest ». Elle publie une chronique sur l'entrepreneuriat féminin pour La Tribune Afrique. Elle était également chroniqueuse pour l’émission Les Femmes d'ici sur la chaîne de télévision ivoirienne NCI, dans la chronique « Parlons Business ». Elle apparaît également dans plusieurs publications et émissions de télévision régionales telles que Africa Business 24.
Hafou Touré a parlé de sa carrière éducative et professionnelle au podcast « Choose our mentor ».